# Picea brachytyla
Picea brachytyla, la pícea de Sargent, es una especie de conífera perteneciente a la familia Pinaceae. Es endémica de China donde se le trata como especie protegida.

## Descripción
Es un árbol que alcanza los 30 metros de altura y su tronco 1 metro de diámetro. Tiene una corona cónico-piramidal. Las hojas son lineales de 1-2.5 cm de longitud y 1-1.5 mm de ancho. Las piñas con las semillas son cilíndricas de 6–12 cm de longitud por 3–4 cm de ancho, siendo de color verde-rojo o púrpura-marrón al madurar. Tiene las semillas aladas.

## Taxonomía
Picea brachytyla fue descrita por (Franch.) E.Pritz.  y publicado en Botanische Jahrbücher für Systematik, Pflanzengeschichte und Pflanzengeographie 29(2): 216–217. 1900.
Etimología
Picea; nombre genérico que es tomado directamente del Latín pix = "brea", nombre clásico dado a un pino que producía esta sustancia
brachytyla: epíteto latíno que significa "con un corto estilo".
Variedades aceptadas
- Picea brachytyla var. complanata' (Mast.) W.C.Cheng ex Rehder
- Picea brachytyla var. rhombisquamea Stapf

Sinonimia
- Abies brachytyla Franch.
- Picea ajanensis Mast.
- Picea brachytyla var. brachytyla
- Picea brachytyla var. latisquamea Stapf
- Picea brachytyla var. pachyclada (Patschke) Silba
- Picea brachytyla subsp. pachyclada (Patschke) Silba
- Picea pachyclada Patschke
- Picea sargentiana Rehder & E.H.Wilson[6]